# Atletism la Jocurile Olimpice de vară din 2000
Probele sportive de atletism la Jocurile Olimpice de vară din 2000 s-au desfășurat în perioada 22 septembrie - 1 octombrie 2000 la Sydney, Australia. Au fost 46 de probe sportive, în care au concurat 2134 de sportivi din 193 de țări.

## Stadionul Australia
Probele au avut loc pe stadionul Australia. Acesta a fost construit special pentru Jocurile Olimpice de vară din 2000. A fost inaugurat în anul 1999.

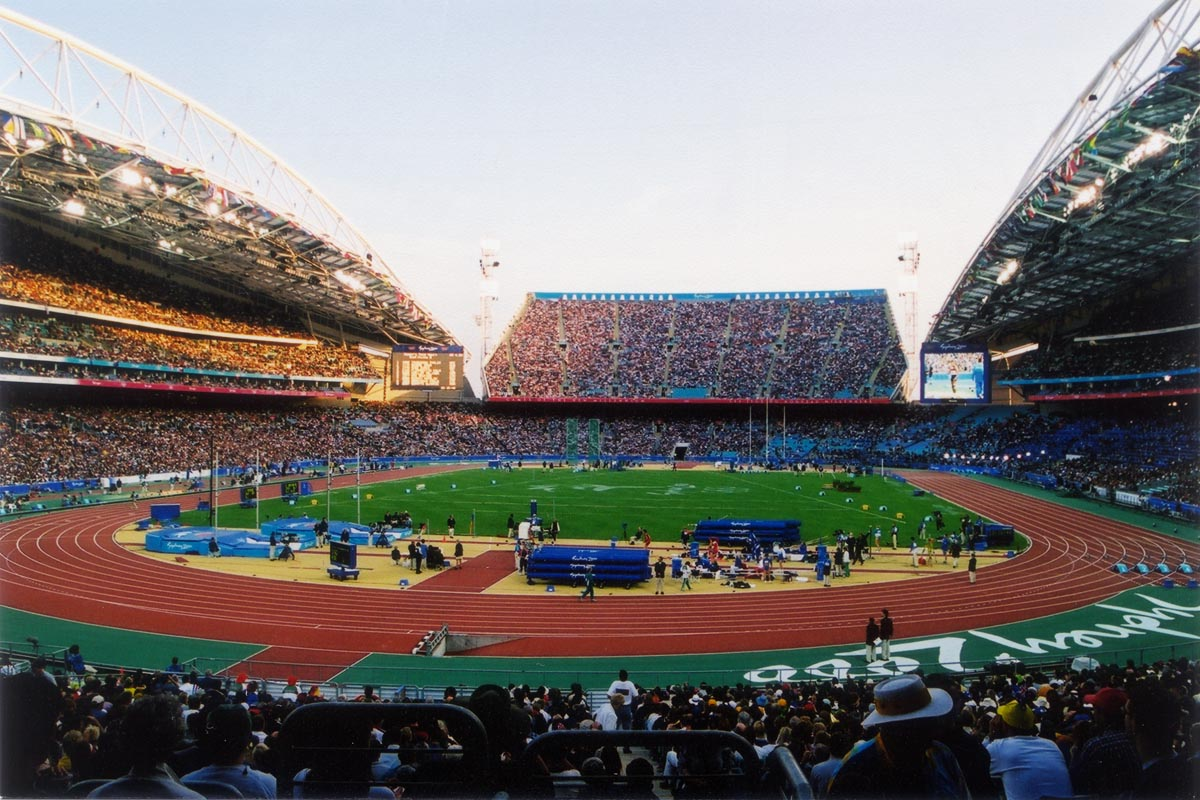
Stadionul Australia
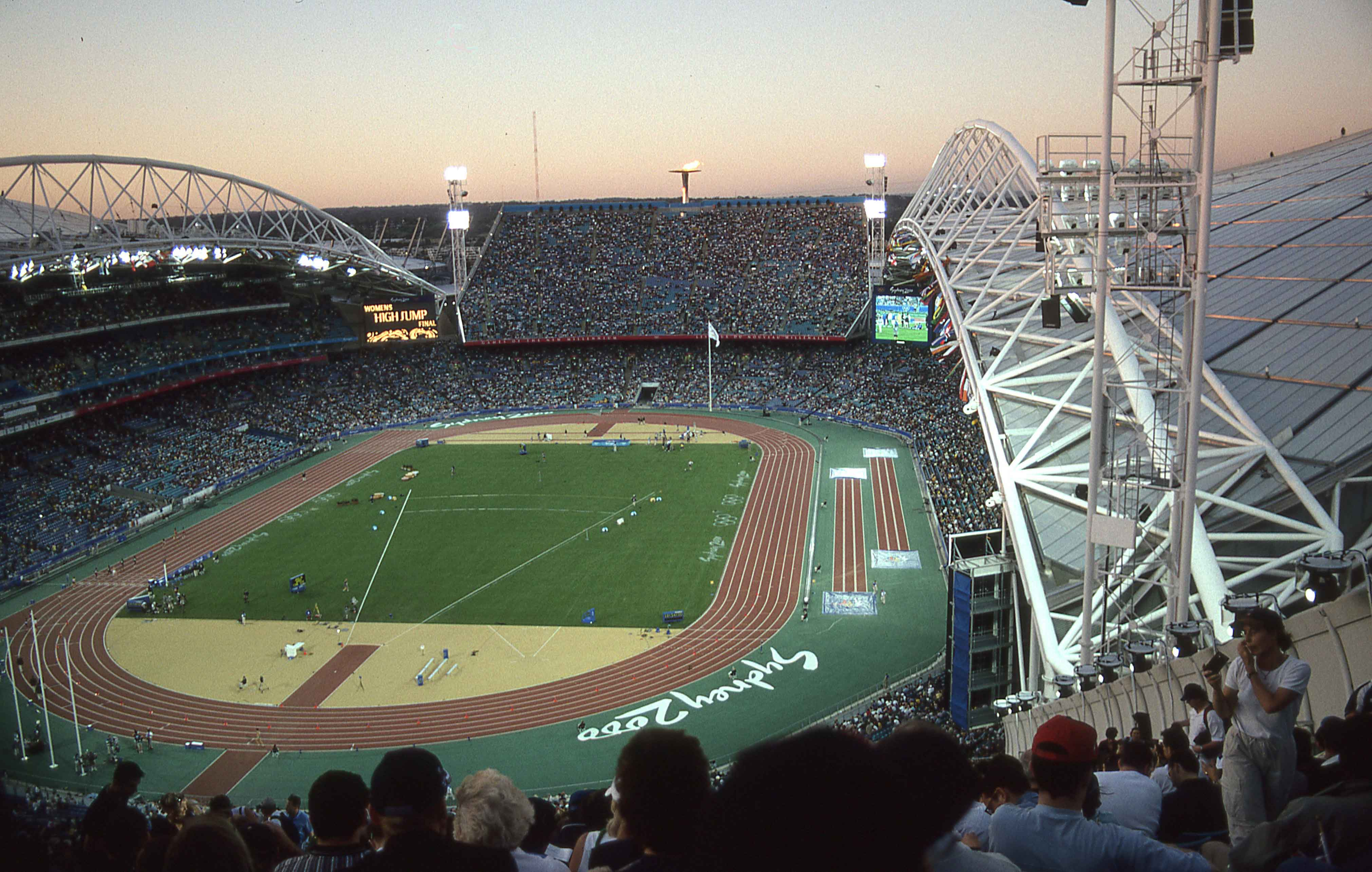
Pe 29 septembrie 2000

## Probe sportive

### Masculin
| Probă sportivă               | Aur | Aur        | Argint | Argint   | Bronz                                                                                        | Bronz    |
| 100 m detalii                | Maurice Greene (USA) | 9,87       | Ato Boldon (TRI) | 9,99     | Obadele Thompson (BAR)                                                                       | 10,04    |
| 200 m detalii                | Konstantinos Kenteris (GRE) | 20,09      | Darren Campbell (GBR) | 20,14    | Ato Boldon (TRI)                                                                             | 20,20    |
| 400 m detalii                | Michael Johnson (USA) | 43,84      | Alvin Harrison (USA) | 44,40    | Greg Haughton (JAM)                                                                          | 44,70    |
| 800 m detalii                | Nils Schumann (GER) | 1:45,08    | Wilson Kipketer (DEN) | 1:45,14  | Djabir Saïd-Guerni (ALG)                                                                     | 1:45,16  |
| 1.500 m detalii              | Noah Ngeny (KEN) | 3:32,07 RO | Hicham El Guerrouj (MAR) | 3:32:32  | Bernard Lagat (KEN)                                                                          | 3:32,44  |
| 5.000 m detalii              | Million Wolde (ETH) | 13:35,49   | Ali Saïdi-Sief (ALG) | 13:36,20 | Brahim Lahlafi (MAR)                                                                         | 13:36,47 |
| 10.000 m detalii             | Haile Gebrselassie (ETH) | 27:18,20   | Paul Tergat (KEN) | 27:18,29 | Assefa Mezgebu (ETH)                                                                         | 27:19,75 |
| 110 m garduri detalii        | Anier Garcia (CUB) | 13,00      | Terrence Trammell (USA) | 13,16    | Mark Crear (USA)                                                                             | 13,22    |
| 400 m garduri detalii        | Angelo Taylor (USA) | 47,50      | Hadi Al-Somaily (KSA) | 47,53    | Llewellyn Herbert (RSA)                                                                      | 47,81    |
| 3.000 m obstacole detalii    | Reuben Kosgei (KEN) | 8:21,43    | Wilson Boit Kipketer (KEN) | 8:21,77  | Ali Ezzine (MAR)                                                                             | 8:22,15  |
| 4×100 m detalii              | Statele Unite ale Americii (USA) · Jon Drummond · Bernard Williams · Brian Lewis · Maurice Greene · Tim Montgomery* · Kenneth Brokenburr* | 37,61      | Brazilia (BRA) · Vicente Lenilson · Edson Ribeiro · André da Silva · Claudinei Quirino · Cláudio Souza*                       | 37,90    | Cuba (CUB) · Luis Alberto Pérez-Rionda · Ivan Garcia · Freddy Mayola · José Ángel César      | 38,04    |
| 4×400 m detalii              | Nigeria (NGR) · Clement Chukwu · Jude Monye · Sunday Bada · Enefiok Udo-Obong · Nduka Awazie* · Fidelis Gadzama*                          | 2:58,68    | Jamaica (JAM) · Michael Blackwood · Greg Haughton · Christopher Williams · Danny McFarlane · Sanjay Ayre* · Michael McDonald* | 2:58,78  | Bahamas (BAH) · Avard Moncur · Troy McIntosh · Carl Oliver · Chris Brown · Timothy Munnings* | 2:59,23  |
| Maraton detalii              | Gezahegne Abera (ETH) | 2:10:11    | Erick Wainaina (KEN) | 2:10:31  | Tesfaye Tola (ETH)                                                                           | 2:11:10  |
| 20 km marș detalii           | Robert Korzeniowski (POL) | 1:18:59 RO | Noé Hernández (MEX) | 1:19:03  | Vladimir Andreev (RUS)                                                                       | 1:19:27  |
| 50 km marș detalii           | Robert Korzeniowski (POL) | 3:42:22    | Aigars Fadejevs (LAT) | 3:43:40  | Joel Sánchez Guerrero (MEX)                                                                  | 3:44:36  |
| Săritura în înălțime detalii | Serghei Kliughin (RUS) | 2,35 m     | Javier Sotomayor (CUB) | 2,32 m   | Abderrahmane Hammad (ALG)                                                                    | 2,32 m   |
| Săritura cu prăjina detalii  | Nick Hysong (USA) | 5,90 m     | Lawrence Johnson (USA) | 5,90 m   | Maksim Tarasov (RUS)                                                                         | 5,90 m   |
| Săritura în lungime detalii  | Iván Pedroso (CUB) | 8,55 m     | Jai Taurima (AUS) | 8,49 m   | Roman Șciurenko (UKR)                                                                        | 8,31 m   |
| Triplusalt detalii           | Jonathan Edwards (GBR) | 17,71 m    | Yoel García (CUB) | 17,47 m  | Denis Kapustin (RUS)                                                                         | 17,46 m  |
| Aruncarea greutății detalii  | Arsi Harju (FIN) | 21,29 m    | Adam Nelson (USA) | 21,21 m  | John Godina (USA)                                                                            | 21,20 m  |
| Aruncarea discului detalii   | Virgilijus Alekna (LTU) | 69,30 m    | Lars Riedel (GER) | 68,50 m  | Frantz Kruger (RSA)                                                                          | 68,19 m  |
| Aruncarea ciocanului detalii | Szymon Ziółkowski (POL) | 80,02 m    | Nicola Vizzoni (ITA) | 79,64 m  | Ihar Astapkovici (BLR)                                                                       | 79,17 m  |
| Aruncarea suliței detalii    | Jan Železný (CZE) | 90,17 m RO | Steve Backley (GBR) | 89,85 m  | Serghei Makarov (RUS)                                                                        | 88,67 m  |
| Decatlon detalii             | Erki Nool (EST) | 8642       | Roman Šebrle (CZE) | 8606     | Chris Huffins (USA)                                                                          | 8595     |

* Atletul nu a participat în finală.

### Feminin
| Probă sportivă               | Aur | Aur          | Argint | Argint      | Bronz | Bronz       |
| 100 m detalii                | Nicio atletă                                                                                                  | Nicio atletă | Ekaterini Thanou (GRE) | 11,12       | Merlene Ottey (JAM) | 11,19       |
| 100 m detalii                | Nicio atletă                                                                                                  | Nicio atletă | Tayna Lawrence (JAM) | 11,18       | Merlene Ottey (JAM) | 11,19       |
| 200 m detalii                | Pauline Davis-Thompson (BAH)                                                                                  | 22,27        | Susanthika Jayasinghe (SRI)                                                                                                 | 22,28 RN    | Beverly McDonald (JAM) | 22,35       |
| 400 m detalii                | Cathy Freeman (AUS)                                                                                           | 49,11        | Lorraine Graham (JAM) | 49,58       | Katharine Merry (GBR) | 49,72       |
| 800 m detalii                | Maria de Lurdes Mutola (MOZ)                                                                                  | 1:56,15      | Stephanie Graf (AUT) | 1:56,64     | Kelly Holmes (GBR) | 1:56,80     |
| 1.500 m detalii              | Nouria Mérah-Benida (ALG)                                                                                     | 4:05,10      | Violeta Beclea (ROU) | 4:05,15     | Gabriela Szabo (ROU) | 4:05,27     |
| 5.000 m detalii              | Gabriela Szabo (ROU)                                                                                          | 14:40,79 RO  | Sonia O'Sullivan (IRL) | 14:41,02 RN | Gete Wami (ETH) | 14:42,23    |
| 10.000 m detalii             | Derartu Tulu (ETH)                                                                                            | 30:17,49 RO  | Gete Wami (ETH) | 30:22,48    | Fernanda Ribeiro (POR) | 30:22,88 RN |
| 100 m garduri detalii        | Olga Șișighina (KAZ)                                                                                          | 12,65        | Glory Alozie (NGR) | 12,68       | Melissa Morrison (USA) | 12,76       |
| 400 m garduri detalii        | Irina Privalova (RUS)                                                                                         | 53,02        | Deon Hemmings (JAM) | 53,45       | Nezha Bidouane (MAR) | 53,57       |
| 4×100 m detalii              | Bahamas (BAH) · Savatheda Fynes · Chandra Sturrup · Pauline Davis-Thompson · Debbie Ferguson · Eldece Lewis*  | 41,95        | Jamaica (JAM) · Tayna Lawrence · Veronica Campbell · Beverly McDonald · Merlene Ottey · Merlene Frazer*                     | 42,13       | Statele Unite ale Americii (USA) · Chryste Gaines · Torri Edwards · Nanceen Perry · Passion Richardson*                       | 42,20       |
| 4×400 m detalii              | Statele Unite ale Americii (USA) · Jearl Miles-Clark · Monique Hennagan · LaTasha Colander · Andrea Anderson* | 3:22,62      | Jamaica (JAM) · Sandie Richards · Catherine Scott · Deon Hemmings · Lorraine Graham · Charmaine Howell* · Michelle Burgher* | 3:23,25     | Rusia (RUS) · Iulia Sotnikova · Svetlana Goncearenko · Olga Kotliarova · Irina Privalova · Natalia Nazarova* · Olesia Zâkina* | 3:23,46     |
| Maraton detalii              | Naoko Takahashi (JPN)                                                                                         | 2:23:14 RO   | Lidia Șimon (ROU) | 2:23:22     | Joyce Chepchumba (KEN) | 2:24:45     |
| 20 km marș detalii           | Wang Liping (CHN)                                                                                             | 1:29:05 RO   | Kjersti Plätzer (NOR) | 1:29:33     | María Vasco (ESP) | 1:30:23     |
| Săritura în înălțime detalii | Elena Elesina (RUS)                                                                                           | 2,01 m       | Hestrie Cloete (RSA) | 2,01 m      | Kajsa Bergqvist (SWE) | 1,99 m      |
| Săritura în înălțime detalii | Elena Elesina (RUS)                                                                                           | 2,01 m       | Hestrie Cloete (RSA) | 2,01 m      | Oana Pantelimon (ROU) | 1,99 m      |
| Săritura cu prăjina detalii  | Stacy Dragila (USA)                                                                                           | 4,60 m RO    | Tatiana Grigorieva (AUS) | 4,55 m      | Vala Flosadóttir (ISL) | 4,50 m      |
| Săritura în lungime detalii  | Heike Drechsler (GER)                                                                                         | 6,99 m       | Fiona May (ITA) | 6,92 m      | Tatiana Kotova (RUS) | 6,83 m      |
| Triplusalt detalii           | Tereza Marinova (BUL)                                                                                         | 15,20 m      | Tatiana Lebedeva (RUS) | 15,00 m     | Olena Hovorova (UKR) | 14,96 m     |
| Aruncarea greutății detalii  | Ianina Karolciuk (BLR)                                                                                        | 20,56 m      | Larisa Peleșenko (RUS) | 19,92 m     | Astrid Kumbernuss (GER) | 19,62 m     |
| Aruncarea discului detalii   | Elina Zverava (BLR)                                                                                           | 68,40 m      | Anastasía Kelesídou (GRE)                                                                                                   | 65,71 m     | Irina Iatceanka (BLR) | 65,20 m     |
| Aruncarea ciocanului detalii | Kamila Skolimowska (POL)                                                                                      | 71,16 m      | Olga Kuzenkova (RUS) | 69,77 m     | Kirsten Münchow (GER) | 69,28 m     |
| Aruncarea suliței detalii    | Trine Hattestad (NOR)                                                                                         | 68,91 m RO   | Mirela Maniani-Tzelili (GRE)                                                                                                | 67,51 m     | Osleidys Menéndez (CUB) | 66,18 m     |
| Heptatlon detalii            | Denise Lewis (GBR)                                                                                            | 6584         | Elena Prohorova (RUS) | 6531        | Natallia Sazanovici (BLR) | 6527        |

* Atleta nu a participat în finală.

## Clasament pe medalii
| Loc   | Țară                       | Aur | Argint | Bronz | Total |
| ----- | -------------------------- | --- | ------ | ----- | ----- |
| 1     | Statele Unite ale Americii | 7   | 4      | 5     | 16    |
| 2     | Etiopia                    | 4   | 1      | 3     | 8     |
| 3     | Polonia                    | 4   | 0      | 0     | 4     |
| 4     | Rusia                      | 3   | 4      | 6     | 13    |
| 5     | Kenya                      | 2   | 3      | 2     | 7     |
| 6     | Cuba                       | 2   | 2      | 2     | 6     |
| 6     | Marea Britanie             | 2   | 2      | 2     | 6     |
| 8     | Germania                   | 2   | 1      | 2     | 5     |
| 9     | Belarus                    | 2   | 0      | 3     | 5     |
| 10    | Bahamas                    | 2   | 0      | 1     | 3     |
| 11    | Grecia                     | 1   | 3      | 0     | 4     |
| 12    | România                    | 1   | 2      | 2     | 5     |
| 13    | Australia                  | 1   | 2      | 0     | 3     |
| 14    | Algeria                    | 1   | 1      | 2     | 4     |
| 15    | Cehia                      | 1   | 1      | 0     | 2     |
| 15    | Nigeria                    | 1   | 1      | 0     | 2     |
| 15    | Norvegia                   | 1   | 1      | 0     | 2     |
| 18    | Bulgaria                   | 1   | 0      | 0     | 1     |
| 18    | China                      | 1   | 0      | 0     | 1     |
| 18    | Estonia                    | 1   | 0      | 0     | 1     |
| 18    | Finlanda                   | 1   | 0      | 0     | 1     |
| 18    | Japonia                    | 1   | 0      | 0     | 1     |
| 18    | Kazahstan                  | 1   | 0      | 0     | 1     |
| 18    | Lituania                   | 1   | 0      | 0     | 1     |
| 18    | Mozambic                   | 1   | 0      | 0     | 1     |
| 26    | Jamaica                    | 0   | 6      | 3     | 9     |
| 27    | Italia                     | 0   | 2      | 0     | 2     |
| 28    | Maroc                      | 0   | 1      | 3     | 4     |
| 29    | Africa de Sud              | 0   | 1      | 2     | 3     |
| 30    | Mexic                      | 0   | 1      | 1     | 2     |
| 30    | Trinidad și Tobago         | 0   | 1      | 1     | 2     |
| 32    | Austria                    | 0   | 1      | 0     | 1     |
| 32    | Brazilia                   | 0   | 1      | 0     | 1     |
| 32    | Danemarca                  | 0   | 1      | 0     | 1     |
| 32    | Irlanda                    | 0   | 1      | 0     | 1     |
| 32    | Letonia                    | 0   | 1      | 0     | 1     |
| 32    | Arabia Saudită             | 0   | 1      | 0     | 1     |
| 32    | Sri Lanka                  | 0   | 1      | 0     | 1     |
| 39    | Ucraina                    | 0   | 0      | 2     | 2     |
| 40    | Barbados                   | 0   | 0      | 1     | 1     |
| 40    | Islanda                    | 0   | 0      | 1     | 1     |
| 40    | Portugalia                 | 0   | 0      | 1     | 1     |
| 40    | Spania                     | 0   | 0      | 1     | 1     |
| 40    | Suedia                     | 0   | 0      | 1     | 1     |
| Total | Total                      | 45  | 47     | 47    | 139   |